# 속초초등학교 (홍천군)
속초초등학교는 대한민국 강원특별자치도 홍천군 영귀미면 속초리에 있는 공립 초등학교이다.

## 학교 연혁
- 1932년 6월 27일 속초공립보통학교 설립인가
- 1938년 4월 1일 교명 변경 (속초공립심상소학교)
- 1941년 4월 1일 교명 변경 (속초공립국민학교)
- 1950년 3월 1일 신봉분교 편입
- 1994년 3월 1일 신봉분교 통폐합
- 1996년 3월 1일 속초초등학교로 개칭
- 1999년 9월 1일 월운분교 편입
- 2008년 3월 1일 좌운분교 편입
- 2009년 3월 1일 노천분교 편입
- 2017년 3월 1일 노천분교 폐교
- 2020년 9월 1일 제34대 최종석 교장 부임
- 2021년 3월 1일 좌운분교 폐교
- 2022년 3월 1일 월운분교 폐교
- 2023년 12월 29일 제89회 졸업(졸업생4,296명)

## 학교 상징
- 교화 : 철쭉 - 봄이 되면 철쭉꽃이 속초초등학교 주위를 아름답게 수놓아 우리들의 마음을 한층 환하게 만든다.
- 교목 : 소나무 - 매서운 추위속에서도 늘 푸르름을 간직하며 살아가는 소나무처럼 굳세고 꿋꿋하게 자라는 어린이가 되자.

## 참고 자료
- 속초초등학교 - 한국교육학술정보원 학교알리미